# Kolonie-Zeitung
Kolonie-Zeitung (Jornal da Colônia), foi um jornal publicado na Colônia Dona Francisca, antiga denominação para a cidade brasileira de Joinville , no Estado de Santa Catarina. Foi fundado por Ottokar Doerffel. Seu primeiro número foi uma versão experimental, publicada em 20 de dezembro de 1862, apenas alguns dias após a chegada das máquinas trazidas de Hamburgo. Com uma tiragem inicial de aproximadamente 250 exemplares, funcionava como órgão informativo da Colônia Dona Francisca e de Blumenau, que ainda não tinha o seu próprio jornal. Doerffel enviava também 50 exemplares para a livraria Robert Kitler, em Hamburgo, para distribuição na Alemanha.

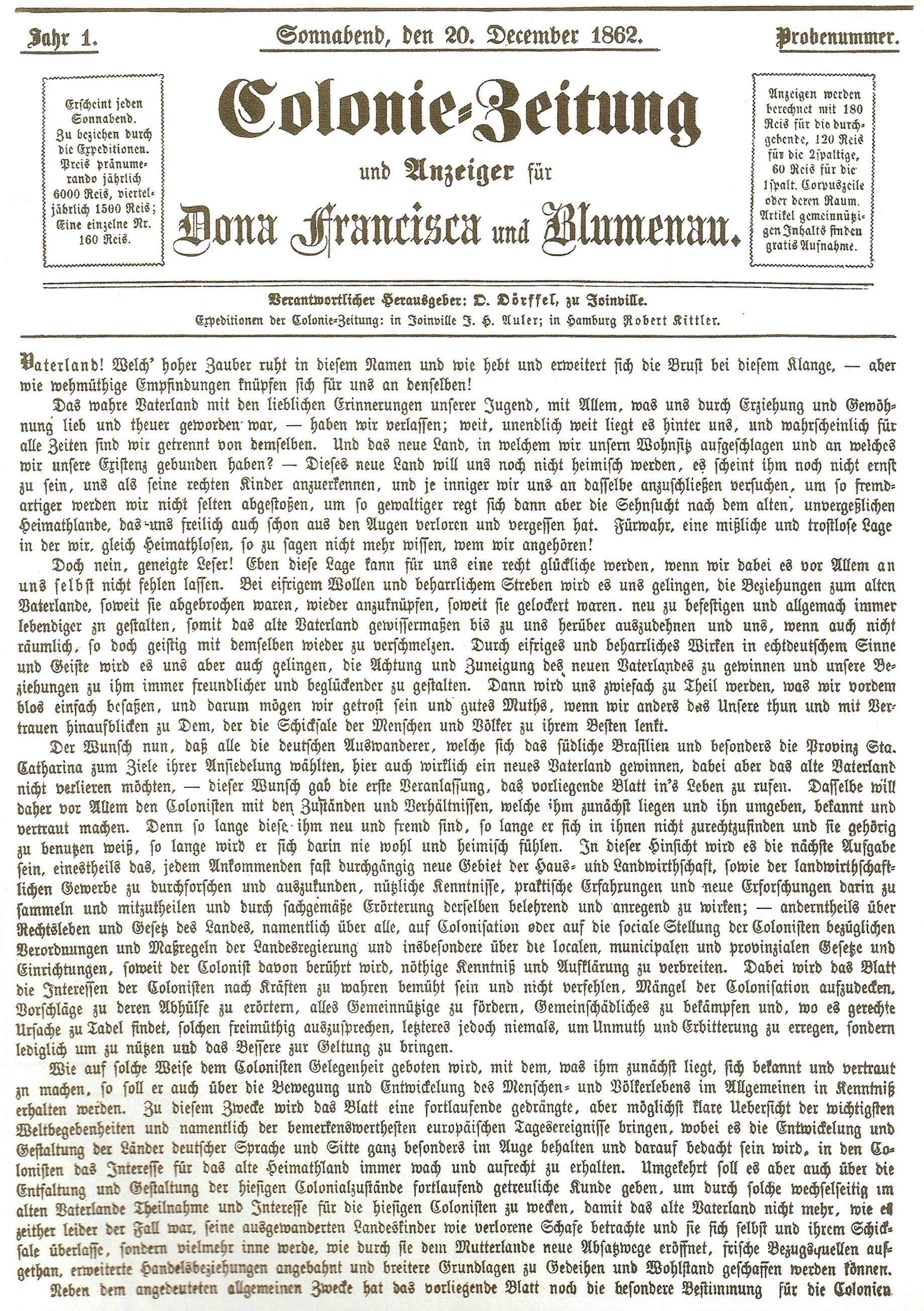
Imagem escaneada do primeiro número do Kolonie Zeitung, ainda com "C".

A circulação definitiva, com o nº 1, se iniciou a 3 de janeiro de 1863, em tamanho 23,5 x 31,5, a princípio como semanário, passando, em 1898, a bissemanário.
Ottokar Doerffel, membro da Direção da Colônia Dona Francisca, cônsul de Hamburgo (em substituição do Sr. B. Poschaan desde 1860), era entusiasta do desenvolvimento cultural da Colônia, sendo o pai da imprensa joinvilense (não contando o jornalzinho manuscrito "Der Beobachter", de 1852).
A última edição foi a de 21 de maio de 1942. Embora não tenham sido nunca sido divulgas oficialmente as razões da interrupção, é provável que esta tenha sido devida à entrada do Brasil na Segunda Guerra Mundial e à Campanha de nacionalização promovida por Getúlio Vargas .
O jornal poderia ter nascido mais cedo, em 1858, não fosse a perda das máquinas no naufrágio do navio Francisca, próximo ao porto de São Francisco do Sul.
Ao longo dos 80 anos de sua existência o jornal mudou de nome em 5 ocasiões.
- De 20 de dezembro de 1862 a 26 de dezembro de 1868 chamou-se "Colonie-Zeitung".
- De  2 de janeiro de 1869 a 25 de outubro de 1917 chamou-se "Kolonie-Zeitung".
- De 6 de novembro de 1917 a 21 de agosto de 1919, chamou-se "Actualidade".
- De 26 de agosto de 1919 a 28 de agosto de 1941 voltou a chamar-se "Kolonie-Zeitung", mas aos 75 anos passou a ser um jornal bilíngüe.
- De 2 de setembro de 1941 a 21 de maio de 1942 passou a chamar-se "Correio Dona Francisca".

## Digitalização
Um total de quarenta e uma edições estão disponibilizadas para consulta ao público através do site da BNDigital. Todas são referentes ao ano de 1865.